# Adolf-Reichwein-Realschule (Witten)
Die Adolf-Reichwein-Realschule (kurz: ARR) ist eine von drei Realschulen der Stadt Witten. Benannt ist die Schule nach dem Pädagogen und antifaschistischen Widerstandskämpfer Adolf Reichwein.

## Geschichte
Im Jahre 1963 gegründet, nahm sie 1964 mit 143 Schülerinnen und Schülern, vier Lehrkräften und einem Schulleiter, den Lehrbetrieb am heutigen Standort auf.
Im Jahr 1965 bezog die Schule ein Gebäude an der direkten Grenze der Stadtteile Witten-Mitte und Annen, was dazu führte, dass die Schule fortan als Annener Schule betrachtet wurde. Bis zur Gründung der Realschule galten vor allem die Stadtteile Annen und Rüdinghausen in Bezug auf das Schulangebot als unterversorgt. Mit der Einrichtung einer Realschule, wurde diese Versorgungslücke geschlossen.

## Bilingualer Unterricht
Die heutige Realschule legt einen Wahl-Schwerpunkt auf bilingualen Unterricht (seit 2001). Darin werden zusätzlich zu dem normalen Englischunterricht einzelne Fächer, zum Beispiel Erdkunde oder Geschichte, für in speziellen Klassen zusammengefasste Schüler einer Jahrgangsstufe in Englisch unterrichtet. Dabei soll das Lernpensum dem in den Parallelklassen entsprechen, es werden die gleichen Schulbücher benutzt.

## Schulgebäude

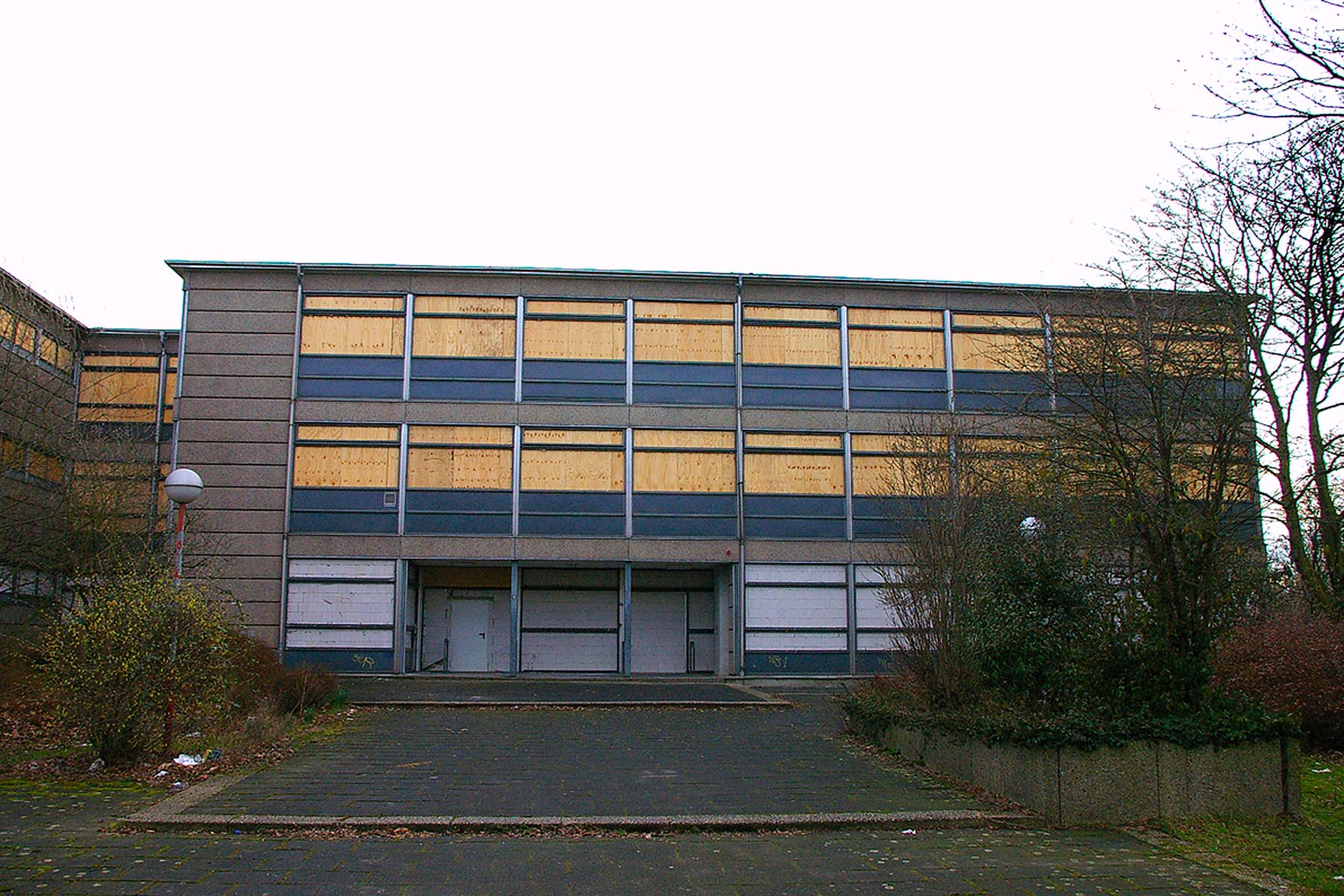
Das ehemalige Hauptgebäude der Schule, zwei Jahre nach dem Umzug der ARR.

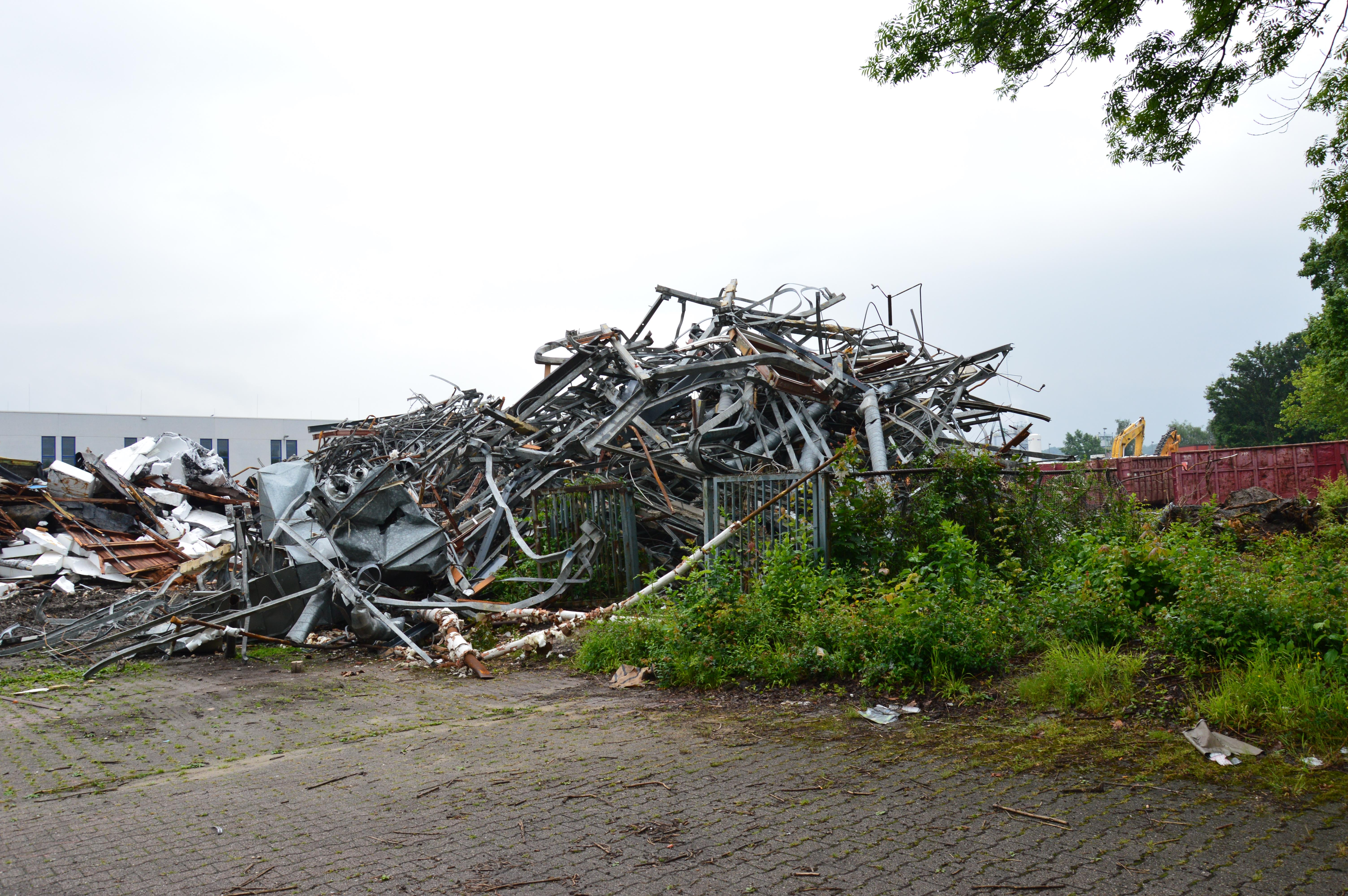
Abgerissenes ursprüngliches Schulgebäude, 2013

Obschon das ursprüngliche Schulgebäude erst 1965 fertiggestellt wurde, wies es bereits Ende der 1990er Jahre aufgrund baulicher Mängel einen erheblichen Renovierungsbedarf auf. Auch war beim Bau Asbest eingesetzt worden.
In teilweise erhitzt geführten Diskussionen wurden zwei gegensätzliche Standpunkte vertreten. Auf der einen Seite der Standpunkt der Stadtverwaltung, das Gebäude aufzugeben und die Schule in einem anderen Gebäude unterzubringen; auf der anderen Seite der Wunsch der Schulpflegschaft, aber auch der Annener und Rüdinghauser Bürgerschaft, die Schule zu sanieren, um den angestammten Standort zu erhalten. Dieses Ansinnen wurde von der Stadtverwaltung mit Hinweis auf den erhöhten Finanzbedarf im Falle einer Sanierung abgelehnt. Eine Einschätzung, die sich später als falsch erweisen sollte, da auch das Schulgebäude, in das die ARR schließlich umziehen sollte, sich gleichfalls als stark sanierungsbedürftig offenbarte. Langfristig wird die Stadt allerdings Schülerfahrtkosten sparen, da mit dem Umzug der Schule die Schulbezirke so zugeschnitten wurden, dass die Ausgaben in diesem Bereich deutlich reduziert werden konnten. Allerdings ist der neue Standort mit dem Angebot des ÖPNV schlechter zu erreichen als der alte Standort in Annen.
Im Jahr 2005 zog die Adolf-Reichwein-Realschule in die Räumlichkeiten der Sonnenscheinschule am Sonnenschein in Witten. Die Sonnenscheinschule war ursprünglich eine Hauptschule, nach ihrer Schließung wurden die Räumlichkeiten einige Jahre lang vom Wittener Schiller-Gymnasium für deren Orientierungsstufe genutzt.
Somit befindet sich die Schule nicht mehr im direkten Einzugsbereich von Annen und Rüdinghausen, sondern einer Randlage des Stadtteils Mitte.
Die Schule wird in einem Public-Private-Partnership-Modell betrieben.
2013 wurde das ursprüngliche Schulgebäude abgerissen.

## Siegel-Projekt
Die Schule wurde vom Siegel-Projekt für den Zeitraum von 2008 bis 2011 als Siegel-Schule zertifiziert. Damit werden die besonderen Bemühungen der Schule um das weitere berufliche Fortkommen ihrer Schüler gewürdigt. Das Projekt wurde von der Bertelsmann-Stiftung initiiert, die Zertifizierung erfolgt nach einem Kriterienkatalog, in dem ein Gremium aus Vertreter von Unternehmen, Kammern (IHK, HWK), Verbänden, Kammern, Schulaufsicht, Lehrkräften, Auszubildenden, Eltern und Gewerkschaften bewertet, inwiefern die Schule eine Berufswahl ihrer Schüler fördert und unterstützt. Das kann durch die Organisation und Angebot von Berufspraktika oder die Einbeziehung von Informationen zu Berufen und Berufswahl in den Unterricht geschehen.
Die Schule stellt beispielsweise Berufsbilder auf dem Schulserver vor und arbeitet mit verschiedenen Unternehmen der Umgebung zusammen.

## Sprachprüfungen
Die Schule fördert die freiwillige Teilnahme der Schüler an jahrgangsbezogenen, außerschulischen Sprachprüfungen, dazu gehören die von der Universität Cambridge entworfenen und von Vertretern der Universität durchgeführten Prüfungen KET, FLyers (Young Learners English Certificate) und PET. Viele Schüler konnten diese Prüfungen bereits erfolgreich und sogar mit Auszeichnung absolvieren.

## Sportangebote
Die Adolf-Reichwein-Realschule ist die erste Schule in Witten, die die aus England stammende Sportart Rugby in das Schulprogramm aufgenommen hat Trainer und Lehrer Stefan Leukefeld hat im Oktober 2007 mit ca. 40 Schülern der Schule und drei Lehrern (Peter Schütze, Stefan Leukefeld und Pascal Tantalidis) angefangen diese Sportart anzubieten.
Auf die Idee kam Stefan Leukefeld mit seinem befreundeten Lehrer Herrn Roth des Grashof Gymnasium in Essen.

## Sonstiges
An der Schule besteht die Möglichkeit, an einer Gruppe für Rhythmische Sportgymnastik teilzunehmen. Die Beschaffung der Sportgeräte wurde durch den Schulverein gefördert. Die Gruppe nimmt regelmäßig an Wettbewerben teil.
An der Schule besteht ein Sanitätsdienst, in dem etwa 15 durch den DRK-Kreisverband Witten ausgebildete Schülerinnen und Schüler bei etwaigen Verletzungen und Unfällen in Pausen und auf Schulfesten eine Erstversorgung bis zum Eintreffen des Rettungsdienstes ermöglichen.
Seit dem Schuljahr 2001 / 2002 besteht an der Schule ein Streitschlichtungsprojekt, in dem im Rahmen einer Arbeitsgemeinschaft Schülern der Klassen 8 und 9 Erkenntnisse zu Gesprächsführung und Konfliktlösung vermittelt werden. Die Schüler stehen nach dieser einjährigen Einführung in Pausen in einem dafür zur Verfügung gestellten Raum als Vermittler von Streitigkeiten zwischen Schülern zur Verfügung. Die Arbeitsgemeinschaft arbeitet mit zwei ähnlichen Projekten anderer Schulen am Ort zusammen.

## Bekannte Schüler
- Jochen Nickel
- Mark Warnecke